# Guido Kratschmer
Guido Kratschmer (ur. 10 stycznia 1953 w Großheubach) – niemiecki lekkoatleta, dziesięcioboista.
Dwukrotny olimpijczyk (Montreal 1976 i Los Angeles 1984). Nie startował podczas igrzysk olimpijskich w Moskwie, gdyż RFN zbojkotowała te zawody. W 1976 zdobył srebrny medal olimpijski. Zajął trzecie miejsce na mistrzostwach Europy w Rzymie (1974). Jego rekord życiowy wynosi 8667 punktów, co plasuje go na siódmej pozycji niemieckich rekordów wszech czasów.

## Osiągnięcia
| Rok  | Impreza              | Miejsce     | Lokata     |
| ---- | -------------------- | ----------- | ---------- |
| 1974 | Mistrzostwa Europy   | Rzym        | 3. miejsce |
| 1976 | Igrzyska olimpijskie | Montreal    | 2. miejsce |
| 1982 | Mistrzostwa Europy   | Ateny       | 9. miejsce |
| 1983 | Mistrzostwa Świata   | Helsinki    | 9. miejsce |
| 1984 | Igrzyska olimpijskie | Los Angeles | 4. miejsce |